# Pseudotatia parva
Pseudotatia parva é uma espécie de bagre (ordem Siluriformes) da família Auchenipteridae. É a única espécie do gênero Pseudotatia.
É originária da bacia do rio São Francisco, no Brasil, tendo por habitat a parte demersal da água doce.